# Sandy Lyle
Alexander Walter Barr "Sandy" Lyle, född 9 februari 1958 i Shrewsbury i Shropshire, är en brittisk (skotsk) golfspelare. Han föddes i England men representerar Skottland. Tillsammans med Nick Faldo och Ian Woosnam tillhörde han det brittiska toppskiktet av golfare under 1980-talet.
Lyle introducerades i golfen av sin far och han började att spela med miniklubbor när han var tre år gammal. Som amatör vann han English Amateur Stroke Play 1975 och 1977. Han var även med i Walker Cup-laget.
Han blev professionell 1977 och han blev skotsk nationalhjälte då han vann majortävlingen The Open Championship på Sandwich 1985 vilket var den första brittiska segern i den tävlingen sedan Tony Jacklin 1969. Lyle var med i det europeiska Ryder Cup-laget fem gånger mellan 1979 och 1987, bland annat i det lag som vann på Belfry hösten 1985. Han var även med i samtliga Dunhill Cup-finaler mellan 1985 och 1990.
För många golfare är han känd för sitt bunkerslag på det 18:e hålet på slutrundan i The Masters Tournament 1988 när han blev den förste brittiske spelare någonsin som vann den tävlingen. Han vann även World Match Play Championship samma år efter att ha förlorat finaler i flera upplagor tidigare.
Lyle vann Europatourens penningliga 1979, 1980 och 1985. Han slutade bland de tio bästa nio gånger mellan 1979 och 1992. Han var även medlem på den amerikanska PGA-touren i många år där han slutade på 17:e plats i penningligan 1988. 1989 tappade Lyle formen och frånsett ett bra år på Europatouren 1992 då han blev 8:a på Europatourens penningliga så har han inte lyckats så bra sedan dess. Hans storhetstid avslutades i 30-årsåldern vilket är ovanligt för en professionell golfspelare.
Som spelare är Lyle känd för sitt lugna och kalla sinnelag och hans framgångar inspirerade rivaler som Nicka Faldo och Ian Woosnam att förbättra sitt spel och vinna majortävlingar.

## Meriter

### Majors
- 1985 The Open Championship
- 1988 The Masters Tournament

### Segrar på Europatouren
- 1979 BA/Avis Open, Scandinavian Enterprise Open, European Open Championship
- 1980 Coral Welsh Classic
- 1981 Paco Rabanne Open de France, Lawrence Batley International
- 1982 Lawrence Batley International
- 1983 Cespa Madrid Open
- 1984 Italian Open, Lancome Trophy
- 1985 Benson & Hedges International Open
- 1987 German Masters
- 1988 Dunhill British Masters
- 1991 BMW International Open
- 1992 Lancia Martini Italian Open, Volvo Masters

### Segrar på PGA-touren
- 1986 Greater Greensboro Open
- 1987 The Players Championship
- 1988 Phoenix Open,  Greater Greensboro Open

### Övriga proffssegrar
- 1978 Nigerian Open
- 1979 Scottish Professional Championship
- 1984 Kapalua International , Casio World Open
- 1989 Suntory World Match Play Championship

### Amatörsegrar
- 1975 English Amateur Open Stroke-Play Championship (Brabazon Trophy), English Boys Amateur Stroke-Play Championship (Carris Trophy)
- 1977 English Amateur Open Stroke-Play Championship, British Youths Open Amateur Championship

### Utmärkelser
- 1986 Member of British Empire